# Ларюков Анатолій Володимирович
Анатолій Володимирович Ларюков (біл. Анатоль Уладзіміравіч Ларукоў; нар. 28 жовтня 1970, Північно-Осетинська АРСР, СРСР) — білоруський та російський дзюдоїст, бронзовий призер Олімпійських ігор 2000 року, чемпіон Європи, призер чемпіонатів Європи.

## Біографія
Анатолій Ларюков народився 28 жовтня 1970 року в станиці Архонська, Пригородного району, Північна Осетія. З десяти років почав займатися дзюдо. Його тренером був Шаміль Абдулаєв. У 1990 році ставав чемпіоном Європи серед юніорів. У 1997 році зумів стати срібним призером чемпіонату Європи. Невдовзі після цього вирішив змінити спортивне громадянство, та став виступати за збірну Білорусі. Це рішення спортсмен пояснив не бажанням пропустити наступні Олімпійські ігри. Ці змагання спортсмен розпочав з впевнених перемог над Ферідом Зедером (Франція), Джерменом Веласком (Перу) та Геннадієм Білододом (Україном). У півфіналі він поступився італійському дзюдоїсту Джузеппе Маддалоні, однак зумів стати бронзовим призером, здолавши у бронзовому фіналі американця Джиммі Педро. Ця медаль стала першою для Білорусі в цьому виді спорту за весь час виступів білоруських дзюдоїстів.
Протягом наступного олімпійського циклу також показував високі результати. Так у 2002 році зумів стати чемпіоном Європи, а ще через рік бронзовим призером. На Олімпійських іграх 2004 року провів два поєдинки. У першому раунді він поступився майбутньому олімпійському чемпіону Лі Вон Хі, з Південної Кореї, а у втішному турнірі поступився американському дзюдоїсту Джиммі Педро, який взяв у нього реванш за минулі Олімпійські ігри. Після цих змагань спортсмен завершив свою спортивну кар'єру.
В подальшому спортсмен займався тренерською діяльністю. У період з 2006 по 2008 рік він був головним тренером жіночої збірної Росії з дзюдо. З 2009 року працював на посаді спортивного директора Федерації дзюдо Росії, а у 2013 році перейшов на посаду Голови депертаменту організації і проведення заходів Федерації дзюдо Росії.

## Виступи на Олімпіадах
| Олімпіада   | Дисципліна | Місце |
| ----------- | ---------- | ----- |
| Сідней 2000 | до 73 кг   | 3     |
| Афіни 2004  | до 73 кг   | AC    |